# Leaning into the Wind – Andy Goldsworthy
Leaning into the Wind – Andy Goldsworthy ist ein 2017 veröffentlichter 97-minütiger Dokumentarfilm über den britischen Landartkünstler Andy Goldsworthy. Die Kamera beobachtet den Herstellungsprozess von Goldworthys mehr oder weniger schnell vergänglicher Land Art –  aus natürlichen Materialien wie Steinen, Blättern, Holz, Schnee oder Eis –  im Zusammenspiel mit Wind und Regen. Der Film wurde von Thomas Riedelsheimer erstellt, die Musik von Fred Frith. Riedelsheimer hatte bereits 2001 einen Film über Goldsworthy gemacht, Rivers and Tides, der mehrfach ausgezeichnet wurde.
In der Süddeutschen Zeitung heißt es zum Künstler: „Darum geht es in vielen Aktionen: eine Spur hinterlassen, die von der Natur wieder vereinnahmt wird.“
Kinostart in Deutschland war der 14. Dezember 2017.